# Гималайский медведь
Гимала́йский медве́дь, или белогру́дый медве́дь, или чёрный гимала́йский медве́дь, или чёрный уссури́йский медве́дь (лат. Ursus thibetanus) — вид млекопитающих из отряда хищных. Белогрудого медведя иногда выделяют в отдельный род Selenarctos (от греч. «лунный медведь»).

## Внешний вид
Гималайский медведь по величине почти вдвое меньше бурого и отличается от него более стройным телосложением (в частности, более стройными и тонкими туловищем и ногами). Морда широкая, но в то же время тонкая и остроносая; уши крупные и широко расставленные, с закруглённым верхом. Нос и губы довольно подвижные. Передние лапы сильнее задних. Длина тела самцов — 150—170 см, высота в холке около 80 см, вес — 120—140 кг. Самки заметно мельче. Тем не менее некоторые старые самцы могут достигать 2 м в длину и вес в 190 кг.
Волосяной покров в целом длинный, шелковистый и блестящий, однако несколько различающийся в длину волос в зависимости от участков тела. Очень длинная шерсть на загривке, затылке и шее, длина волос на спине превышает 10 см. На голове же мех довольно гладкий, что не в последнюю очередь выделяет большие уши гималайского медведя. Цвет меха — чёрный, зимой мех обладает буроватым оттенком. Также встречаются особи с буроватым и рыжеватым цветом меха. Отличительным признаком окраса является крупное V-образное пятно на груди белого цвета (реже с желтоватым оттенком). Очертания нагрудного пятна бывают весьма изменчивы. Из-за того, что это пятно напоминает полумесяц, за данным животным закрепилось в том числе и такое название, как «лунный медведь» (напр., англ. moon bear).
Череп хоть и массивный, но и сравнительно некрупный. Клыки крупные, коренные зубы относительно мелкие.

## Распространение, среда обитания
Обитает в холмовых и горных лесах на большей части Азии, преимущественно Индостана, Юго-Восточной Азии и Дальнего Востока. В России гималайский медведь распространён в южной части Дальнего Востока — Приморский и южные районы Хабаровского края России, южные районы Якутии; обитая по склонам Сихотэ-Алиня и прилегающих лесах; по данным на 1950-е годы, гималайский медведь не заходил севернее 50° с. ш.. За её пределами ареал простирается от Ирана через Афганистан, северо-запада Пакистана и Гималаев до Кореи и Японии. На севере ареал захватывает северо-восток Китая (Маньчжурию; в Китае ареал доходит на запад до Сычуани и Ганьсу), а на юге доходит до севера Вьетнама, китайской провинции Фуцзян, Мьянмы, Индокитая и островов Хайнань и Тайвань. В Индии обитает в гималайских предгорьях в Ассаме и Кашмире, также проживает в Непале.
Местообитание различается в зависимости от времени года и наличия пищи. Так, в первую половину лета гималайский медведь живёт преимущественно в тайге, затем перемещается в широколиственные смешанные. Старые самцы в начале лета иногда могут подниматься на верхнюю границу пояса горных лесов, даже заходя в альпийский (гольцовый) пояс. Впрочем, обычны гималайские медведи и в лиственных лесах по берегам рек с пригодными для проживания большими дуплистыми деревьями, преимущественно тополями. В Гималаях летом он живёт на высоте 3000—4000 м, на зиму спускается к подножиям гор.

## Образ жизни и питание
В целом образ жизни схож с таковым у бурого медведя, но в отличие от него, гималайский ведёт скорее полудревесный образ жизни — на деревьях он добывает корм, там же спасается от врагов и гнуса. Гималайский медведь хорошо лазает по деревьям благодаря меньшим размерам и устройству когтей. Также гималайский медведь кормится и на земле.
Рацион гималайского медведя на 85 % растительного происхождения, он в большом количестве питается зелёными частями растений, ягодами, плодами, орехами и т.д. В частности, он поедает черёмуху, виноград, жёлуди, маньчжурский орех, грибы, побеги трав и кустарников, луковицы, корневища и т.д. Животную пищу употребляет редко, но не брезгует падалью. Поедает мясо мелких позвоночных — грызунов, птиц, лягушек; а на крупных зверей (например, копытных) нападает реже, чем бурый медведь. Кроме того, питается личинками насекомых — например, муравьёв и пчёл, а также пчелиным мёдом. Также питается и моллюсками.
При встрече с человеком ведет себя агрессивно. Известны множественные случаи нападения на людей, в том числе со смертельным исходом. По другим данным, для человека гималайский медведь представляет опасность лишь в исключительных случаях.
С октября по март впадает в зимнюю спячку, устраивая берлоги в дуплах деревьев мягких пород, таких, как тополь, липа, ильм и кедр. Дупла, пригодные для берлог обычно находятся на высоте 4-6 м, но иногда могут находиться до 20 м. Перед спячкой гималайский медведь тщательно чистит их от трухи и гнили, забивая ею нижнюю часть дупла, так что получается довольно мягкая подстилка. По некоторым данным, зимой гималайский медведь спит в сидячем положении.

## Размножение
Подобно бурому медведю, белогрудый медведь спаривается летом (в мае-июне), но несколько раньше, чем бурый, и гон протекает более спокойно. В январе-феврале рождаются один-два медвежонка (реже — больше) всего по 300—400 г весом. Детёныши развиваются медленно и даже в месячном возрасте совершенно беспомощны. Половой зрелости молодые гималайские медведи достигают на третьем году жизни.
После выхода из берлоги медведицы особенно рьяно защищают своих детёнышей, а когда те подрастают — начинают загонять их на дерево, чтобы отвлечь внимание врага на себя. По выходе из берлоги медведица с детёнышами держится горных и  предгорных смешанных лесов.
Продолжительность жизни — около 25 лет. Основными врагами гималайского медведя являются бурый медведь, волк и амурский тигр.

## Подвиды
- Формозский чёрный медведь (Ursus thibetanus formosanus Swinhoe, 1863) — Тайвань;
- Белуджистанский белогрудый медведь (Ursus thibetanus gedrosianus)[16] — южная часть центрального Белуджистана;
- Ursus thibetanus japonicus — Япония: о-ва Хонсю, Сикоку и Кюсю;
- Ursus thibetanus laniger;
- Ursus thibetanus mupinensis;
- Ursus thibetanus thibetanus;
- Уссурийский белогрудый медведь (Ursus thibetanus ussuricus Heude, 1901)[16] — Дальний Восток России[5].

## Статус популяции
В китайской народной медицине используется его жёлчный пузырь, в кулинарии — лапы. Угрозу существования вида представляет уничтожение его среды обитания — массовая вырубка лесов.
Белуджистанский гималайский медведь введён в Красную книгу МСОП, как находящийся на грани исчезновения. К началу 1970-х гг. популяция подвида не превышала 200 особей. Уссурийский гималайский медведь с 1983 г. был внесен в Красную книгу СССР, до 1998 г. — в Красной книге России. В 1990-е годы численность подвида оценивалась в 4-7 тыс. особей; на 2015 г. (без учёта национальных парков) — около 6,4 тысяч особей.

## Хозяйственное значение
Промысловое значение гималайского медведя очень маленькое. Как и в России, так и в Китае, с 2014-2015 гг. интенсивность добычи гималайского медведя снижается ввиду ужесточения законодательства.
В Китае, Корее (как и КНДР, так и Республике Корея), Лаосе, Вьетнаме и Мьянме гималайские медведи разводятся на специализированных фермах по экстракции медвежьей жёлчи.

## В культуре

### Мультипликация
- В советской экранизации «Книги джунглей» Редъярда Киплинга, мультсериале «Маугли» (1967—1971 гг.) мудрый гималайский медведь является одним из самых важных персонажей, Балу.
- В мультфильме «Маша и Медведь» также появляется гималайский медведь как брат главного героя.

### Вгеральдике
Белогрудый медведь изображён на гербах Хабаровского края и города Хабаровска.
- Герб Хабаровского края
- Герб Хабаровска

### В нумизматике и филателии
- Почтовая марка СССР, 1970 год
- Почтовая марка 2020 год. Совместный выпуск Российской Федерации и Республики Корея. Фауна. Азиатский черный медведь.
- Монета из серии «Красная книга»
- Гималайский медведь. Монета Банка России — Серия: «Красная книга», серебро, 1 рубль, 1994 год